# 博克赫姆山
78°2′S 161°59′E / 78.033°S 161.983°E
博克赫姆山（英語：Mount Bockheim），是南極洲的山峰，位於維多利亞地的斯科特海岸，屬於皇家學會嶺的一部分，海拔高度2,749米，北面是特德羅冰川，南面是馬錢特冰川，現時由南極條約體系管理。